# Воспоминания о Сократе
Воспоминания о Сократе (оригинальное греческое название: Ἀπομνημονεύματα) — произведение древнегреческого писателя и историка афинского происхождения, полководца и политического деятеля Ксенофонта. Являются одним из основных источников о философии Сократа. Состоят из 4 книг, содержащих 39 глав. Написаны с целью реабилитировать Сократа в общественном мнении и доказать, что он казнён несправедливо. Предположительно создано после 371 г. до н. э. (точная дата неизвестна).

## Цель и название книги
Реабилитировать Сократа в общественном мнении Ксенофонт старается двумя способами: отрицательным и положительным. Как в судебных речах, так и в этом сочинении Ксенофонт сперва доказывает несостоятельность обвинений, предъявленных Сократу противной стороной, будто он был вредным для государства человеком, а затем приводит факты из жизни, учения Сократа, свидетельствующие о том, что он был полезным членом общества.

В молитвах он просто просил богов даровать добро; ибо боги лучше всех знают, в чём состоит добро.

Первая часть — собственно защита — очень коротка: она заключается в двух первых главах первой книги; всю остальную часть сочинения, начиная с третьей главы первой книги, занимает вторая часть, в которой излагаются преимущественно беседы Сократа с разными лицами на разные темы. Ввиду того, что эта вторая часть во много раз больше первой, всё сочинение названо в подлиннике греч. Ἀπομνημονεύματα, что буквально значит «Рассказы по памяти о достойных упоминания вещах»; может быть, это название дано даже не автором, а кем-нибудь в более поздние времена. В латинском переводе данное произведение известно как «лат. Memorabilia», то есть «Достойные упоминания вещи».

## Издания
В 1442 году «Воспоминания о Сократе» перевёл на латынь кардинал Виссарион Никейский под названием De factis et dictis Socratis. До этого времени работа была практически неизвестна в Западной Европе (известно лишь два перевода отрывков в первой половине XV века).
После изобретения книгопечатания первое издание «Воспоминаний о Сократе» появилось в 1521 году (Xenophontis de factis & dictis Socratis memoratu dignis Bessarione cardinale Niceno interprete. Libri quatuor. [Roma] : impressit Romae Ariottus de Trino impensis Ioannis Mazochi Bergomatis, Kal. Decemb. [1 XII] 1521).
В XVI веке появилось ещё несколько переводов (по большей части, отрывков). Среди них — переводы Иоханнеса Леввенклаиуса (Johannes Levvenklaius) в собраниях сочинений Ксенофонта (1569 и 1594 гг.), в дальнейшем многократно переиздававшихся.
В последующие века произведение было переведено на другие языки мира и регулярно переиздавалось.

### Переводы на русский язык
- «Ксенофонта о достопамятных делах и разговорах Сократовых четыре книги и оправдание Сократово перед судиями», переведены с греч. яз. Григорием Полетикою. Спб. 1762
- «Сократово учение по Ксенофонту, в виде разговоров в четырех книгах». Перев. с греческого Иваном Синайским. М. 1857
- «Меморабилии Ксенофонта», перев. И. Е. Тимошенко. Киев. 1883
- «Memorabilia Xenophontis». Перевод со словами и примечаниями К.Гальберштадта. Книга I и II. Издание 5-е. Киев — Харьков. Книга 3-я и 4-я. 2-е издание. Киев — Харьков (без обозначения года, но около 1890) [1]
- Ксенофонт. Сократические сочинения. Academia 1935 г. в новой ред. переводов. Перевод, ст. и примеч. С. И. Соболевского

В переводе Соболевского они перепечатывались в:
- Ксенофонт. Воспоминания о Сократе. — М.: НАУКА/ИНТЕРПЕРИОДИКА МАИК,, 1993. — ISBN 5-02-008058-6.
- Ксенофонт. Сократические сочинения. Киропедия. — М.: ООО «Издательство АСТ»: «Ладомир», 2003. — ISBN 5-17-012490-2.

Последнее издание:
- Ксенофонт. Сократические сочинения. — М.: Мир книги, 2007. — ISBN 978-5-486-00994-5.

## Структура и содержание
Беседы Сократа изложены не в систематическом порядке, однако определённая группировка присутствует. С третьей главы I книги трактуются преимущественно темы о благочестии, воздержанности и хвастовстве. Со второй и по десятую главы II книги речь идёт о благодарности и обязанностях по отношению к родным и друзьям. Таким образом, первые две книги посвящены темам о добродетелях и обязанностях, касающихся всех людей. В III книге приведены беседы Сократа с разными лицами об их занятиях, ремеслах, искусствах (военное дело, государственное управление, определение понятий в диалектике, живопись, скульптура, искусство любви) и о некоторых случаях в практической жизни. В IV книге (за исключением 4-й главы, содержащей разговор Сократа с софистом Гиппием о справедливости) представлен образ действий Сократа по отношению к разного рода юношам. В последней главе IV книги — заключение, резюмирующее все свойства Сократа

Сократ был тогда уже в преклонном возрасте и потому если бы не умер тогда, то, во всяком случае, окончил бы жизнь свою ненамного позже; во-вторых он оставил период жизни самый тяжёлый, когда у всех мыслительные силы идут на убыль, но зато выказал силу души и снискал себе славу тем, что во время судебного процесса он говорил свою защиту правдиво, неустрашимо, честно, как никто на свете, и встретил смертный приговор кротко и с величайшим мужеством.

Порядок бесед нельзя назвать систематическим, но в сумме получается довольно цельный очерк философии Сократа. Он был занят исключительно нравственной философией и этикой. В древности этику делили на три части:
1. учение о благах и высшем благе
2. учение о добродетелях
3. учение об обязанностях

I. Благо, к которому должен стремиться человек, по учению Сократа у Ксенофонта, есть полезное; а полезное — то, что служит к достижению цели. Поэтому предметом рассуждения являются частные блага. Что для одного полезно, для другого может быть вредно. Высшая цель, к которой человек должен стремиться есть счастье жизни. Следовательно, благо есть то, что полезно для достижения этой высшей цели, счастья жизни, и высшее благо есть счастье жизни.
Но это счастье заключается не во внешних благах, а в таких благах, которые человек приобретает себе трудом, деятельностью. Телесное здоровье составляет также долю счастья, потому что без него не может быть духовного здоровья.
В книге (книга 2, глава 1) описан известный пересказ несохранившегося сочинения Продика — автор не скрывает, что это просто аллегория, даже не миф. В нём описывается юность Геракла, когда к нему являются две нимфы (Порочность и Добродетель). Они предлагают ему выбор между легкой дорогой наслаждений и тернистым путём трудов и подвигов (т. н. «выбор Геракла). Добродетель убедила Геракла пойти по своему пути следующими словами:

Из того, что есть на свете полезного и славного, боги ничего не дают людям без труда и заботы: хочешь, чтобы боги были к тебе милостивы, надо чтить богов; хочешь быть любимым друзьями, надо делать добро друзьям; желаешь пользоваться почётом в каком-нибудь городе, надо приносить пользу городу, хочешь возбуждать восторг всей Эллады своими достоинствами, надо стараться делать добро Элладе.

Друзьям моим приятно и без хлопот бывает вкушение пищи и питья, потому что они ждут, чтобы у них появилась потребность в этом. Сон у них слаще, чем у праздных; им не бывает тяжело оставлять его, и из-за него они не пренебрегают своими обязанностями. Молодые радуются похвалам старших, престарелые гордятся уважением молодых; они любят вспоминать свои старинные дела, рады хорошо исполнять настоящие, потому что благодаря мне полезны богам, дороги друзьям, чтимы отечеством. А когда придёт назначенный роком конец, не забытые и бесславные лежат они, а, оставшиеся в памяти, вечно цветут в песнях. Если ты совершишь такие труды, чадо добрых родителей, Геракл, то можно тебе обрести это блаженное счастье!

Блага, сумма которых составляет счастье жизни, упоминаются следующие:
- хорошее здоровье и телесные силы
- духовное здоровье, умственные способности и все способности души
- искусства и науки
- дружба
- согласие между родителями, детьми и братьями
- гражданская община или государство

II. Для достижения благ, на которых зиждется счастье необходимо украшать душу добродетелями, то есть такой силой, при помощи которой возможно усвоить блага, доставляющие счастье
- воздержанность Сократ называл основой добродетели. Она состоит в обуздании страстей и подчинении их разуму. Без неё люди не могут делать ничего хорошего и доставлять пользу и удовольствие себе и другим. Благодаря ей человек с радостью берётся за труд. Она даёт возможность выбирать наилучшее и делает людей способными к деятельности

Невоздержанность мешает наслаждаться как следует самыми необходимыми удовольствиями, которые постоянно доступны человеку. Напротив, только одна воздержанность даёт человеку возможность терпеть неудобства, и одна только она даёт ему возможность наслаждаться как следует

Чем же отличается человек невоздержанный от животного самого неразумного? Кто не задаётся высокими целями, а гонится всеми способами за наслаждениями, чем может тот отличаться от безрассудных скотов? Нет, только воздержанные могут задаваться высокими целями и, разделяя как делом, так и рассуждением предметы по родам, хорошим отдавать предпочтение, а дурных избегать

- храбрость есть знание о том, как справляться с опасностями умно и неустрашимо. Только того следует считать храбрым, кто знает опасности и умеет в них действовать, как должно
- справедливость, есть знание о том, как соблюдать законы, существующие у людей. Есть два рода законов: писаные и неписаные. Соблюдение писаных законов есть основа благоденствия государства. Неписаные законы — те, которые даны самими богами человеческому роду и соблюдаются во всех странах одинаковым образом.

III. Обязанность есть закон, которому люди должны следовать в жизни. Но этот закон должен быть в согласии с учением о высшем благе.

## Историческое значение
Сократ излагал свои мысли в устной форме, в разговорах с разными лицами; до нас дошли сведения о содержании этих разговоров в сочинениях его учеников, Платона и Ксенофонта, и лишь в ничтожной доле в сочинениях Платонова ученика, Аристотеля. Ввиду большого числа и объёма сочинений Платона и Ксенофонта может показаться, что философия Сократа нам известна с полной точностью. Однако здесь есть препятствие: Платон и Ксенофонт во многих отношениях представляют учение Сократа различно. Например, у Ксенофонта Сократ разделяет общее мнение, что врагам надо делать больше зла, чем они могли бы сделать; а у Платона Сократ, вопреки общему мнению, говорит, что не следует платить обидой и злом никому на свете, какое бы зло ни сделали люди. Отсюда в науке возник вопрос: который из них представляет учение Сократа в более чистом виде. Вопрос этот породил целую литературу и решается совершенно различно: одни учёные видят в Ксенофонте самый чистый источник сведений о Сократовой философии; другие, напротив, считают Ксенофонта никуда не годным или мало годным свидетелем и отдают предпочтение Платону. Некоторые утверждают, что единственным достоверным источником для характеристика Сократа служит комедия Аристофана «Облака», где Сократ представлен софистом и безбожником. Наконец, многие признают важным показания о Сократе всех трёх основных свидетелей: Платона, Ксенофонта и Аристофана.
Достоверность свидетельств Ксенофонта в «Воспоминаниях о Сократе» также подвергается сомнению в трёх отношениях:
1. Одни считают, что «Воспоминания» сильно интерполированы, то есть автором большей части этого сочинения был не Ксенофонт, а какие-то другие лица более позднего времени и что эти дополнения к «Воспоминаниям» потом были соединены с подлинным текстом Ксенофонта в одно целое.
2. Другие находят, что Ксенофонт намеренно изобразил учение Сократа не таким, каким оно действительно было.
3. Третьи думают, что Ксенофонт был неспособен понять учение Сократа и потому ненамеренно представил его философию в искажённом виде.

Ленин в своих "Философских тетрадях" отмечал, что Ксенофонт в этом сочинении "лучше, точнее и вернее изобразил Сократа, чем Платон".

## Ссылка
Воспоминания о Сократе